# STS-3
La mission STS-3 est la troisième mission de la navette spatiale américaine, effectuée comme les deux premières par l'orbiteur Columbia.

## Équipage
- Commandant : Jack R. Lousma (2)  États-Unis
- Pilote : C. Gordon Fullerton (1)  États-Unis

Le chiffre entre parenthèses indique le nombre de vols spatiaux effectués par l'astronaute, STS-3 inclus.
Doublures :
- Commandant : Thomas K. Mattingly  États-Unis
- Pilote : Henry W. Hartsfield  États-Unis

## Paramètres de la mission
- Masse :
  - Navette au décollage : 106 782 kg
  - Navette à l'atterrissage : 93 924 kg
  - Chargement : 10 301 kg
- Périgée : 241 km
- Apogée : 249 km
- Inclinaison : 38,0°
- Période de révolution : 89,4 min

## Objectifs

Décollage de Columbia le 22 mars 1982

Un des objectifs de ce vol était de tester le système de pilote automatique lors de l'atterrissage.

## Déroulement du vol
L'atterrissage avait été initialement prévu  sur Edwards Air Force Base mais à cause de conditions climatiques défavorables (de la pluie), il a finalement eu lieu sur la base de White Sands pour la première et dernière fois, le milieu sablonneux du désert ayant entraîné quelques dégâts et nécessité des opérations de maintenance supplémentaires.
Il avait été demandé à Jack R. Lousma de laisser le pilote automatique effectuer la phase d'atterrissage, et de tester la reprise en main en mode manuel à une altitude de 300 pieds.
En effectuant la manœuvre, Jack R. Lousma est entré en « pompage piloté », c'est-à-dire qu'il effectuait des manœuvres au manche synchronisées avec les mouvements de l'appareil, faisant osciller dangereusement celui-ci. Le copilote étant plus habitué au pilotage des appareils de grosse taille lui a donné alors le conseil de lâcher le manche. Le pilote a ainsi pu reprendre le contrôle de la navette.
Le même incident de pompage piloté s'est ensuite reproduit lors de l'abattée (manœuvre consistant à poser le train avant alors que l'arrière est déjà en contact avec le sol).
Par la suite, la NASA n'utilisera plus jamais le mode automatique pour la phase d'atterrissage.

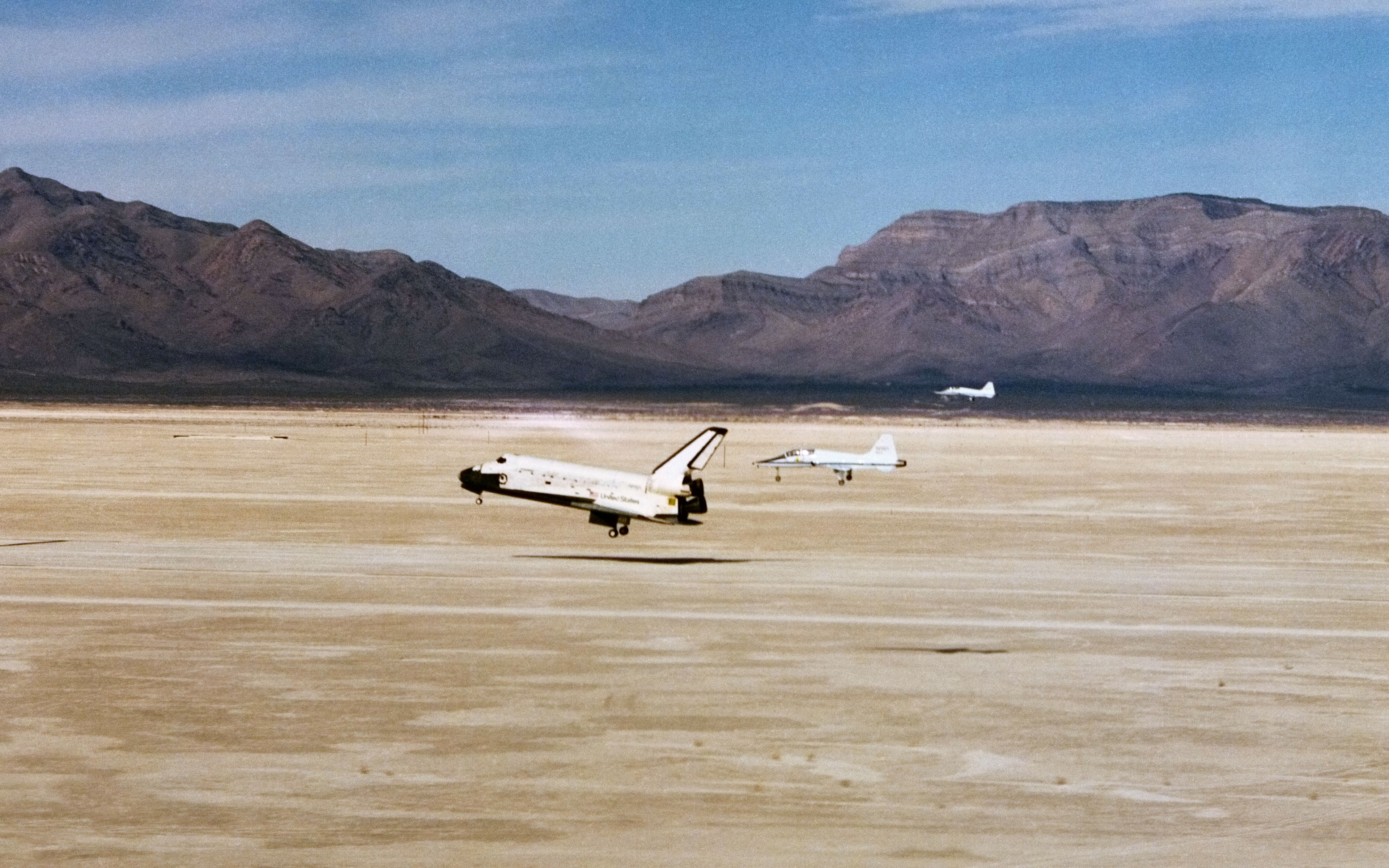
Atterrissage à White Sands